# Jean-Pierre Lecompte
Pour les articles homonymes, voir Lecompte.
Pas d'image ? Cliquez ici

a Compétitions nationales et continentales officielles uniquement.

b Matchs officiels uniquement.
Jean-Pierre Lecompte, né le 26 juin 1941 à Saint-Junien (Haute-Vienne) et mort le 16 juillet 2024 à Villemoustaussou (Aude), est un joueur de rugby à XV et international français de rugby à XIII, évoluant au poste de centre ou d'arrière.
Enfant de Haute-Vienne, il découvre le rugby à XV au sein du club de l'A.S. Saint-Junien où joue Jean Colombier puis rejoint le Stade toulousain. Titulaire dans les lignes arrières du club toulousain, il décide en 1963 de rejoindre le code du rugby à XIII en signant pour le club du R.C. Saint-Gaudens où jouent Jean Barthe, Henri Marracq et André Rives. Il s'y établit presqu'une décennie et dispute trois finales du Championnat de France en 1966, 1967 et 1969, avant de remporter la première du club lors de la saison 1970 sous la houlette de Jep Lacoste. Il termine sa carrière en club au sein de Saint-Jacques XIII à Carcassonne.
Centre et arrière référence du Championnat de France, il compte également 20 sélections avec l'équipe de France, prenant part à la tournée de 1964 et à la finale de la Coupe du monde en 1968  perdue contre l'Australie.

## Biographie

### 1968: finaliste de la Coupe du monde
En mai-juin 1968, l’Australie et la Nouvelle-Zélande organisent la quatrième édition de la Coupe du monde de rugby à XIII, compétition créée en 1954 sous l'impulsion de l'ancien président de la fédération française Paul Barrière en invitant les trois autres nations majeures de rugby à XIII : l'Australie, la Grande-Bretagne et la Nouvelle-Zélande. Ce concept est maintenu depuis à intervalle irrégulier avec ces quatre mêmes nations. Jean-Pierre Lecompte est sélectionné au poste de centre par Jep Lacoste, également entraîneur du R.C. Saint-Gaudens, pour cette édition aux côtés de trois autres Saint-Gaudinois Roger Garrigue , Henri Marracq et Victor Serrano.
Jean-Pierre Lecompte prend part au poste de centre au match d'ouverture de la Coupe du monde contre la Nouvelle-Zélande le 25 mai 1968 au Carlaw Park en banlieue d'Auckland devant près de 18 000 spectateurs. L'adversaire néo-zélandais perd dès la 12e minute leur joueur Brian Lee, expulsé définitivement pour une manchette sur André Ferren, et dut évoluer en infériorité numérique toute la rencontre. Le demi français Jean Capdouze livre alors un duel de buteurs contre son homologue Ernie Wiggs avant de marquer un essai à la suite d'une relance de Jean-Claude Cros et une percée de J.-P. Lecompte épaulé par Michel Molinier pour emmener J. Capdouze à marquer entre les poteaux. Dès lors, malgré une supériorité en mêlée fermée des Néo-Zélandais, la France conserve son avance jusqu'à la fin du match pour s'imposer 15-10.
La seconde rencontre face à la Grande-Bretagne s'avère être décisive pour une place en finale à la suite de la défaite de cette dernière face au grand favori australien. Programmée en Nouvelle-Zélande, les deux équipes s'affrontent le 1er juin 1968 au Carlaw Park devant près de 15 000 spectateurs. Un temps pluvieux sévit sur la pelouse qui rend impossible la tenue d'un jeu ordonné. Devant cette difficulté, les Britanniques mènent 2-0 à la mi-temps sur une pénalité de Bev Risman. Mais la seconde mi-temps tourne à l'avantage des Français forts d'un pack d'avants dominant et du jeu au pied de J. Capdouze, Roger Garrigue et Jean-Pierre Clar, ils parviennent à s'imposer sur un essai de Jean-René Ledru pour porter le score final à 7-2. La France se qualifie pour la finale pour la seconde fois de son histoire après l'édition de 1954.
Composition de l'équipe de France :
Pour la troisième rencontre de poule, la France va sur les terres australiennes après deux rencontres en Nouvelle-Zélande, celle-ci oppose les deux équipes qualifiées pour la finale le 8 juin 1968, la France et l'Australie. Afin de mieux préparer la finale qui se déroule deux jours après cette rencontre joué au Lang Park de Brisbane, les deux équipes font tourner leurs effectifs. J.-P. Lecompte est ainsi mis au repos dans l'optique de la finale. Ce match s'achève sur un score sévère pour la France qui est nettement battue 37-4 et amène l'Australie à se poser comme le grand favori de la finale,.
J.-P. Lecompte refait son retour dans le treize titulaire pour cette finale qui se déroule le 10 juin 1968 au Sydney Cricket Ground devant près de 54 000 spectateurs. Dans un stade acquis à sa cause, l'Australie, dirigée par la charnière Billy Smith et Bob Fulton, réalise une haute performance en dominant l'équipe de France grâce à un jeu varié, dynamique et une domination territoriale. Les Français subissent le jeu australien malgré la vaillance de sa défense. Battue 20-2, J.-P. Lecompte et la France terminent ainsi vice-champions du monde et espère entrevoir par cet exploit la volonté d'un renouveau du rugby à XIII dans son pays.

### Après carrière
Jean-Pierre Lecompte meurt le 16 juillet 2024 à l'âge de 83 ans.

## Palmarès
- Collectif :
  - Vainqueur du Championnat de France : 1970 (Saint-Gaudens).
  - Finaliste de la Coupe du monde : 1968 (France).
  - Finaliste du Championnat de France : 1966, 1967 et 1969 (Saint-Gaudens).

### Coupe du monde
| Édition        | Rang      | Résultats France | Résultats Lecompte | Matchs Lecompte |
| -------------- | --------- | ---------------- | ------------------ | --------------- |
| Australie 1968 | Finaliste | 2 v, 0 n, 2 d    | 2 v, 0 n, 1 d      | 3/4             |

Légende : v = victoire ; n = match nul ; d = défaite.

### Détails en sélection
| Matchs internationaux de Jean-Pierre Lecompte | Matchs internationaux de Jean-Pierre Lecompte | Matchs internationaux de Jean-Pierre Lecompte | Matchs internationaux de Jean-Pierre Lecompte | Matchs internationaux de Jean-Pierre Lecompte | Matchs internationaux de Jean-Pierre Lecompte | Matchs internationaux de Jean-Pierre Lecompte | Matchs internationaux de Jean-Pierre Lecompte | Matchs internationaux de Jean-Pierre Lecompte | Matchs internationaux de Jean-Pierre Lecompte | Matchs internationaux de Jean-Pierre Lecompte | Matchs internationaux de Jean-Pierre Lecompte |
|                                               | Date                                          | Adversaire                                    | Résultat                                      | Compétition                                   | Poste                                         | Points                                        | Essais                                        | Pen.                                          | Drops                                         |                                               |                                               |
| --------------------------------------------- | --------------------------------------------- | --------------------------------------------- | --------------------------------------------- | --------------------------------------------- | --------------------------------------------- | --------------------------------------------- | --------------------------------------------- | --------------------------------------------- | --------------------------------------------- | --------------------------------------------- | --------------------------------------------- |
| sous les couleurs de la France                |                                               |                                               |                                               |                                               |                                               |                                               |                                               |                                               |                                               |                                               |                                               |
| 1.                                            | 18 mars 1964                                  | Grande-Bretagne                               | 0-39                                          | Test-match                                    | Centre                                        | -                                             | -                                             | -                                             | -                                             |                                               |                                               |
| 2.                                            | 4 juillet 1964                                | Australie                                     | 2-27                                          | Tournée                                       | Arrière                                       | -                                             | -                                             | -                                             | -                                             |                                               |                                               |
| 3.                                            | 18 juillet 1964                               | Australie                                     | 9-35                                          | Tournée                                       | Centre                                        | -                                             | -                                             | -                                             | -                                             |                                               |                                               |
| 4.                                            | 25 juillet 1964                               | Nouvelle-Zélande                              | 16-24                                         | Tournée                                       | Arrière                                       | -                                             | -                                             | -                                             | -                                             |                                               |                                               |
| 5.                                            | 1er août 1964                                 | Nouvelle-Zélande                              | 8-18                                          | Tournée                                       | Arrière                                       | -                                             | -                                             | -                                             | -                                             |                                               |                                               |
| 6.                                            | 15 août 1964                                  | Nouvelle-Zélande                              | 2-10                                          | Tournée                                       | Arrière                                       | -                                             | -                                             | -                                             | -                                             |                                               |                                               |
| 7.                                            | 6 décembre 1964                               | Grande-Bretagne                               | 18-8                                          | Test-match                                    | Centre                                        | -                                             | -                                             | -                                             | -                                             |                                               |                                               |
| 8.                                            | 23 janvier 1965                               | Grande-Bretagne                               | 7-17                                          | Test-match                                    | Centre                                        | -                                             | -                                             | -                                             | -                                             |                                               |                                               |
| 9.                                            | 14 novembre 1965                              | Nouvelle-Zélande                              | 14-3                                          | Test-match                                    | Centre                                        | 3                                             | 1                                             | -                                             | -                                             |                                               |                                               |
| 10.                                           | 28 novembre 1965                              | Nouvelle-Zélande                              | 6-2                                           | Test-match                                    | Centre                                        | -                                             | -                                             | -                                             | -                                             |                                               |                                               |
| 11.                                           | 12 décembre 1965                              | Nouvelle-Zélande                              | 28-5                                          | Test-match                                    | Centre                                        | -                                             | -                                             | -                                             | -                                             |                                               |                                               |
| 12.                                           | 16 janvier 1966                               | Grande-Bretagne                               | 18-13                                         | Test-match                                    | Centre                                        | 3                                             | 1                                             | -                                             | -                                             |                                               |                                               |
| 13.                                           | 5 mars 1966                                   | Grande-Bretagne                               | 8-4                                           | Test-match                                    | Centre                                        | -                                             | -                                             | -                                             | -                                             |                                               |                                               |
| 14.                                           | 4 mars 1967                                   | Grande-Bretagne                               | 23-13                                         | Test-match                                    | Centre                                        | 3                                             | 1                                             | -                                             | -                                             |                                               |                                               |
| 15.                                           | 17 décembre 1967                              | Australie                                     | 7-7                                           | Test-match                                    | Centre                                        | -                                             | -                                             | -                                             | -                                             |                                               |                                               |
| 16.                                           | 11 février 1968                               | Grande-Bretagne                               | 13-22                                         | Test-match                                    | Centre                                        | -                                             | -                                             | -                                             | -                                             |                                               |                                               |
| 17.                                           | 2 mars 1968                                   | Grande-Bretagne                               | 8-19                                          | Test-match                                    | Centre                                        | -                                             | -                                             | -                                             | -                                             |                                               |                                               |
| 18.                                           | 25 mai 1968                                   | Nouvelle-Zélande                              | 15-10                                         | Coupe du monde                                | Centre                                        | -                                             | -                                             | -                                             | -                                             |                                               |                                               |
| 19.                                           | 2 juin 1968                                   | Grande-Bretagne                               | 7-2                                           | Coupe du monde                                | Centre                                        | -                                             | -                                             | -                                             | -                                             |                                               |                                               |
| 20.                                           | 10 juin 1968                                  | Australie                                     | 2-20                                          | Coupe du monde                                | Centre                                        | -                                             | -                                             | -                                             | -                                             |                                               |                                               |

#### Détails en club
| Saison    | Saison           | Championnat           | Championnat | Coupe           | Coupe      | Sélection | Sélection | Sélection | Sélection | Sélection | Sélection | Sélection |
| Saison    | Saison           | Comp.                 | Class.      | Comp.           | Class.     | Comp.     | M         | Pts       | Ess.      | Buts      | Dp.       |           |
| --------- | ---------------- | --------------------- | ----------- | --------------- | ---------- | --------- | --------- | --------- | --------- | --------- | --------- | --------- |
| 1963-1964 | RC Saint-Gaudens | Championnat de France | 1/2 finale  | Coupe de France | 1/4 finale | TO        | 6         | -         | -         | -         | -         |           |
| 1964-1965 | RC Saint-Gaudens | Championnat de France | 1/4 finale  | Coupe de France | 1/4 finale |           | 2         | -         | -         | -         | -         |           |
| 1965-1966 | RC Saint-Gaudens | Championnat de France | Finaliste   | Coupe de France | 1/4 finale |           | 5         | 6         | 2         | -         | -         |           |
| 1966-1967 | RC Saint-Gaudens | Championnat de France | Finaliste   | Coupe de France | 1/2 finale |           | 1         | 3         | 1         | -         | -         |           |
| 1967-1968 | RC Saint-Gaudens | Championnat de France | 1/2 finale  | Coupe de France | 1/8 finale | CM        | 6         | -         | -         | -         | -         |           |
| 1968-1969 | RC Saint-Gaudens | Championnat de France | Finaliste   | Coupe de France | 1/8 finale |           |           |           |           |           |           |           |
| 1969-1970 | RC Saint-Gaudens | Championnat de France | Vainqueur   | Coupe de France | 1/8 finale |           |           |           |           |           |           |           |